# 무사시보 벤케이

무사시보 벤케이(오른쪽)와 미나모토노 요시쓰네(왼쪽).

무사시보 벤케이(일본어: 武蔵坊弁慶, 생년 미상 ~ 1189년 6월 15일)는 헤이안 시대 말기의 승려(승병)이다. 겐페이 전쟁 등에서 미나모토노 요시쓰네를 보좌하였다. 미나모토노 요리토모의 압력에 이기지 못한 후지와라노 야스히라가 요시쓰네 일행이 머물고 있는 곳을 습격하였을 때 최후까지 자신의 주군을 지키다 전사하였다.

## 생애
후술할 바와 같이 널리 알려진 벤케이의 생애는, 군키모노가타리 『깃케이키』(義経記)를 비롯한 후세에 성립된 창작을 기초로 하는 것으로, 당대 문헌으로써는 『아즈마카가미』(吾妻鏡) 분지(文治) 원년(1185년) 11월 3일조에,
前中將時實。侍從良成〔義經同母弟。一條大藏卿長成男〕伊豆右衛門尉有綱。堀弥太郎景光。佐藤四郎兵衛尉忠信。伊勢三郎能盛。片岡八郎弘經。弁慶法師已下相從。彼此之勢二百騎歟云々。

그리고 11월 6일조에,
相從豫州之輩纔四人。所謂伊豆右衛門尉。堀弥太郎。武藏房弁慶并妾女〔字靜〕一人也。

라고 써서 요시쓰네 노토(郎党)의 한 명으로써 그 이름이 기록되어 있을 뿐이다. 이는 군키모노가타리 『헤이케 이야기』(平家物語)에서도 마찬가지로 어디에서도 무사시보 벤케이라는 인물의 출신이나 행적, 최후 등에 대해서는 전혀 다루고 있지 않다.
『아즈마카가미』 외에 『교쿠요』(玉葉)에 따르면, 수도를 빠져나와 주변에 잠복한 요시쓰네를 히에이 산(比叡山)의 악승(悪僧, 승병)들이 비호하고 있었고 그 가운데서도 슌쇼(俊章)라는 승려는 요시쓰네를 오슈(奥州)까지 안내하였다고 되어 있다. 또한 분지 5년(1189년) 1월 13일에는 요시쓰네가 교토로 돌아오고자 하는 의지를 적은 편지를 가지고 있던 히에이 산의 악승 센코보 시치로(千光房七郎)가 호조 도키사다(北条時定, 도키마사의 조카)에게 포박되었다. 센코보 시치로는 『아즈마카가미』 분지 4년(1188년) 8월 17일조에 따르면 악도낭인(悪徒浪人)들을 모아 악행을 저지르고 수배중에 있던 승려라고 되어 있다. 이렇게 요시쓰네를 비호하는 다수의 히에이 산 악승들의 이야기들이 모여서 과장되어 후술하는 바와 같은 무사시보 벤케이의 전설이 구성된 것은 아닐까라고 보는 학설도 있다.

## 창작물의 벤케이

### 탄생
구마노 벳토(熊野別当)가 니이 다이나곤(二位大納言)의 딸을 강탈하여 얻었다고 한다. 어머니의 태내에서 18개월(『벤케이 이야기』에서는 3년)을 있었으며, 태어났을 때는 이미 2, 3살 아이의 몸을 하고 있었고 머리카락은 어깨를 덮을 정도로 자라 있었고, 어금니며 앞니까지 다 자라 있었다고 한다. 아이의 아버지는 이를 귀자(鬼子) 즉 오니의 아이라 여겨 죽이려 하였으나, 숙모에게 넘겨져서 오니와카(鬼若)라는 이름을 받고 교토에서 자랐다.

### 우시와카와의 만남
오니와카는 히에이 산에 들어갔지만 학문을 닦지 않고 난폭한 행동을 일삼다 결국 쫓겨났는데, 이에 오니와카는 머리를 깎고 스스로 무사시보 벤케이(武蔵坊弁慶)라는 이름을 썼다. 그 뒤 시코쿠(四国)에서 하리마국(播磨国)으로 갔으나 그곳에도 패악한 짓을 저질렀고 하리마의 서사 산 원교사(書写山圓教寺)의 당탑을 불살라버렸다.
나아가 벤케이는 교토에서 1천 자루의 다치(太刀)를 빼앗겠다는 결심을 세우고 벤케이는 지나는 사람들을 습격해 칼을 차고 있는 자를 보면 결투를 걸어 칼을 빼앗았다. 그렇게 999자루의 칼을 빼앗았고 나머지 한 자루의 칼을 남겨두고 있었다. 고조 대교(五条大橋)에서 피리를 불며 지나가는 우시와카(훗날의 미나모토노 요시쓰네)가 허리에 훌륭한 칼을 차고 있는 것을 발견하고 칼을 내놓으라고 을렀으나, 다리 난간을 가볍게 뛰어오르는 우시와카를 잡지 못하고 도리어 그에게 당하고 말았다. 이에 벤케이는 항복하여 이후 그의 게라이(家来)가 되었다.
이 결투는 후세의 창작으로 당시 고조 대교라는 다리 자체가 존재하지 않았고, 결투가 있었다는 장소도 『깃케이키』에서는 고조 대교가 아니라 호리카와 소로(堀川小路)에서 시미즈 관음(清水観音)으로 가는 길이었다고 되어 있다. 또한 현대에 남아 있는 마쓰바라 길(松原通)이 당시의 「고조 길」(五条通り)로 또한 옛 고조 길 니시토인(西洞院)에 고조 덴진샤(五条天神社)가 남아 있으며 그곳에 놓인 다리가 바로 이 이야기의 무대라고도 여겨지기도 한다. 결전 장소를 고조 대교로 본 것은 일본에서도 메이지(明治) 시대의 이와야 사자나미(巖谷小波)가 쓴 『일본 옛날 이야기』(日本昔噺)에 의한 것으로, 『심상소학창가』(尋常小学唱歌)의 「우시와카마루」(牛若丸)도 이 이야기와 관련되어 있다. 1천 자루의 다치를 노렸으나 단 한 자루를 남겨놓고 실패(또는 포기)한다는 이야기는 불교 우화인 석가모니 부처와 앙굴리말라 이야기에도 같은 얼개가 존재하고 있다.

### 요시쓰네의 충신
그 뒤 벤케이는 요시쓰네의 충실한 게라이(家来)로써 활약하였으며, 헤이케 토벌에도 공을 세웠다. 형 미나모토노 요리토모(源頼朝)와 대립하게 된 요시쓰네가 교토를 탈출할 때 동행하였고 야마부시(山伏)로 변장한 고난의 도피행에서 벤케이는 그 지모와 괴력으로서 요시쓰네 일행을 도왔다.
일행은 가가국(加賀国)의 아타케 관문(安宅の関)에서 도가시노스케(富樫介)의 심문을 받게 되었다. 벤케이는 도다이지 재건을 위한 시주를 청하러 각지를 돌고 있는 행각승이라며 거짓 간진초(勧進帳)를 읽어내었고, 관문의 무사들에게 의심을 산 요시쓰네를 직접 금강장으로 두들겨 팼다. 이를 본 도가시는 벤케이의 거짓말임을 뻔히 알면서도 그의 심정을 헤아려서 모른 척 통과시켰고, 요시쓰네 일행은 무사히 관문을 넘을 수 있었다.
요시쓰네 일행은 오슈 히라이즈미(奥州平泉)에 가까스로 도착하였고, 후지와라노 히데히라(藤原秀衡)에게 몸을 의탁하였다. 그러나 히데히라가 죽고 뒤를 이은 야스히라(泰衡)는 요리토모로부터 거듭 요시쓰네를 내놓으라는 압박에 시달린 나머지 결국 "요시쓰네를 절대로 요리토모에게 내주지 말고 그를 장군으로 추대하여 형제가 합심해 오슈를 지키라"는 아버지의 유언을 어기고 요시쓰네 주종을 고로모가와 저택(衣川館)에서 습격하였다(고로모가와 저택 전투).
무수한 적들을 상대로 벤케이는 요시쓰네를 지키며 그가 자결을 위해 들어간 지불당 앞에 버티고 서서 나기나타(薙刀)를 휘두르며 적군을 상대로 고군분투하였고, 비오듯 쏟아지는 화살을 온몸에 맞고 그 자리에서 꼿꼿이 버티고 선 채로 절명하였다. 그러한 그의 죽음은 「서서 죽은 벤케이」(弁慶の立往生)라 하여 후세에까지 전해지게 되었다.
한편 요시쓰네 주종은 고로모가와 저택에서 죽지 않고 히라이즈미를 빠져나와 오슈 북단 나아가 에조치(蝦夷地)로 달아났다고도 한다. 이른바 「요시쓰네 북행 전설」(義経北行伝説)에도 벤케이와 관련된 에피소드가 많이 등장하고 있다.